# Nový Rychnov
Nový Rychnov település Csehországban, a Pelhřimovi járásban. Nový Rychnov Rohozná, Dobrá Voda, Hojkov, Cejle, Milíčov, Nová Buková, Proseč pod Křemešníkem, Střítež pod Křemešníkem, Horní Cerekev, Černov, Vyskytná, Pelhřimov és Jankov településekkel határos. Lakosainak száma 979 fő (2024. január 1.).

## Népesség
A település lakosságának változását az alábbi diagram mutatja:
| Lakosok száma | 2079 | 2088 | 1836 | 1266 | 1061 | 957  | 1020 | 1017 | 996  | 979  |
|               | 1869 | 1890 | 1921 | 1950 | 1980 | 2001 | 2017 | 2019 | 2022 | 2024 |